# Nesobasis monticola
Nesobasis monticola là một loài chuồn chuồn kim trong họ Coenagrionidae.
Nesobasis monticola được Donnelly miêu tả khoa học năm 1990.